# Julián de Guzmán
Julian de Guzman (Toronto, 25 de març de 1981), és un futbolista canadenc, amb arrels jamaicanes i filipines.

## Trajectòria
Va ser descobert mentre militava al North Scarborough de Toronto. El 1997 marxa a les categories inferiors de l'Olympique de Marsella. No arriba a debutar amb el primer equip marsellès, i l'any 2000 recala a l'1. FC Saarbrücken de la segona categoria alemanya.
El 2002 fitxa Hannover 96. Hi milita tres anys, en els quals disputa 78 partits i marca dos gols. L'estiu del 2005 marxa al Deportivo de La Corunya, sent el primer futbolista canadenc en disputar la primera divisió espanyola.
Va disputar quatre temporades al conjunt gallec, destacant la 07/08, en la qual és titular, jugant 35 partits. Només hi marca un gol, el 2005 davant el Reial Madrid. Al setembre del 2009 hi retorna a la seua ciutat natal al recalar al Toronto FC de la Major League Soccer.

## Internacional
Amb les categories inferiors canadenques hi va disputar el Mundial Juvenil del 2001.
De Guzmán ha disputat 43 partits amb la selecció absoluta del Canadà, tot marcant 4 gols. Ha participat en la Copa Confederacions del 2001, així com en la Copa d'Or de la Concacaf del 2002, 2007 i 2009. En la del 2007 va ser nomenat Millor Jugador del Torneig.